# Gracilinanus
Gracilinanus é um gênero de marsupial da família Didelphidae. Gardner (2005) considerou 9 espécies dentro do gênero, entretanto, estudos posteriores demonstraram a polifilia do mesmo, com a elevação dos gêneros Cryptonanus e Chacodelphys. Os animais deste gênero são conhecidos vernaculamente em português como cuícas-graciosas, guaiquicas ou catitas.

## Espécies
- Gracilinanus aceramarcae (Tate, 1931)
- Gracilinanus agilis (Burmeister, 1854)
- Gracilinanus dryas (Thomas, 1898)
- Gracilinanus emiliae (Thomas, 1909)
- Gracilinanus marica (Thomas, 1898)
- Gracilinanus microtarsus (Wagner, 1842)